# Benjamin-David Ngondo-Bayela
Benjamin-David Ngondo-Bayela (* 25. März 2000 in Le Chesnay) ist ein französischer Basketballspieler.

## Laufbahn
Ngondo-Bayela begann in Mainvilliers mit dem Basketball, spielte als Heranwachsender auch Handball und Fußball. Über den Zwischenhalt Amicale de Luce kam er in die Jugendabteilung von Levallois Metropolitans. Im November 2018 gab er im Spiel gegen Fos-sur-Mer seinen Einstand für Levallois Metropolitans in der ersten französischen Liga. 2019 wechselte er ans South Plains College in den US-Bundesstaat Texas. In der Saison 2021/22 pausierte er aufgrund der Nachwirkungen eines Kreuzbandrisses. 2022 nahm er einen Hochschulwechsel innerhalb der Vereinigten Staaten vor und ging an die East Carolina University.

### Nationalmannschaft
Im Frühjahr 2018 nahm er mit der französischen U18-Nationalmannschaft am Albert-Schweitzer-Turnier in Deutschland teil.